# Empire Earth II
Empire Earth II, ook wel EE2 genoemd, is een real-time strategiespel ontwikkeld door Mad Doc Software en gepubliceerd door Vivendi Universal op 26 april 2005. Het is een vervolg op de bestseller Empire Earth uit 2001, dat ontwikkeld was door de nu opgehouden Stainless Steel Studios. Het spel omvat vijftien tijdperken en veertien verschillende beschavingen.
Het spel bevat drie speelbare 'campaigns', een Koreaanse, Duitse en Amerikaanse, en ook nog wat ander speelbare scenario's. Het spel onderwerp van een milde positieve reactie, met een score van 79% op GameRankings. Een uitbreidingspakket, ook gemaakt door Mad Doc Software, namelijk Empire Earth II: The Art of Supremacy, kwam in de winkels op 14 februari 2006.

## Gameplay
Empire Earth II heeft een aantal nieuwe gameplaymogelijkheden ten opzichte van de originele gameplay van Empire Earth. Een nieuwe mogelijkheid is bijvoorbeeld het "Picture-in-Picture"-venster, dat is een ander kleiner venster in de game-interface, wat je toelaat om activiteiten zoals het bouwen van eenheden en gebouwen in een gebied; niet gefocust in het hoofdvenster. De Burger Manager kan worden geconfigureerd om een burger te vertellen wat die moet doen als ze nog geen taak hebben, en het diplomatiek systeem laat de speler toe om allianties en oorlogen aan te gaan met andere spelers. De oorlog planner is een ander nieuwe additie, wat een plattegrond is van het spel dat de speler kan voorhalen en gebruiken om geplande aanvallen uit te voeren samen met bondgenoten.Het spel is real time strategie
Weer een ander nieuwe mogelijkheid verandert van tijd tot tijd op de plattegrond, en affecteert niet alleen hoe de map eruitziet (wat er erg onduidelijk kan zijn tijdens zandstormen), maar ook hoe goed je eenheden presteren en, in het geval van vliegtuigen in onweerstormen, levenspunten (hit points).
Naast "campaigns" en speciale scenario's, is er ook een schermutseling mode waarin de speler kan spelen tegen een computer. De speler kan ook spelen tegen andere spelers, alhoewel het wel zo is dat elke speler zijn eigen kopie van het spel moet hebben, zelfs voor LAN spellen. In tegenstelling tot "campaigns" of speciale scenario, de conditie die nodig is om te winnen verandert in deze mode nooit. Er zijn acht verschillende modes om te spelen in schermutseling mode, wat ook ingesteld kan worden in multiplayer.
Er zijn vijftien verschillende tijdperken in het spel, elk representeert een gedeelte van de geschiedenis. Als de speler verder komt door de tijdperken, kunnen nieuwe en verbeterde eenheden en gebouwen gebouwd worden. Sommige tijdperken in EE2 zijn identiek aan degene in de originele Empire Earth -- een uitzondering is dat EE2 spelers niet toelaat om hun rijk door te laten bouwen tot in de ruimte.
De tijdperken worden in de game 'epochs' genoemd.
De tijdperken zijn: steentijd, kopertijd, bronstijd, ijzertijd, donker tijdperk, middeleeuwen, renaissance, tijdperk van imperialisme, tijdperk van verlichting, industrieel tijdperk, moderne tijd, atomisch tijdperk, digitaal tijdperk, genetisch tijdperk, synthetisch tijdperk.
Voordat gebouwen of eenheden gemaakt of gecreëerd kunnen worden, moeten grondstoffen worden verzameld. Er zijn twee soorten grondstoffen: eerste grondstoffen (main resources) en speciale grondstoffen. De eerste grondstoffen zijn verkrijgbaar in alle tijdperken en zijn: voedsel, hout, goud en steen. Om deze grondstoffen te verkrijgen, moet een burger of een groep burgers aangezet worden om deze te oogsten.
De speciale grondstoffen, tin, ijzer, salpeter, olie en uranium zijn alleen verkrijgbaar in sommige tijdperken. Tin is verkrijgbaar tot tijdperk 6, ijzer - voor het eerst verkrijgbaar in tijdperk 4 en wordt niet meer gebruikt na tijdperk 9, salpeter - voor het eerst verkrijgbaar in tijdperk 7 en wordt gebruikt tot tijdperk 12, olie - verkrijgbaar in tijdperk 10, en uranium - voor het eerst verkrijgbaar in tijdperk 13.
EE2 heeft technologieën om elke speler zijn beschaving te verbeteren. Technologieën zijn verdeeld in drie groepen. De eerste is Militair, wat vooral de Militaire eenheden helpt. De tweede is Economische technologie, wat ervoor zorgt dat je grondstoffen sneller binnen haalt of de kosten en tijd van het creëren van eenheden en gebouwen vermindert. De laatste is Imperialistisch, wat vooral speciale eenheden helpt en ervoor zorgt dat eenheden en gebouwen langer meegaan.
Technologieën kunnen worden onderzocht door het spenderen van "tech-points". Om "tech-points" te krijgen moet een bepaald aantal burgers in een universiteit gestopt worden of een bepaald aantal priesters in een tempel. Technologieën worden onderzocht door het hoofdmenu (niet langer via een gebouw) door te klikken op Technology Tree knop. Als het correcte aantal "tech-points" beschikbaar zijn, zal de Technology Tree knop oplichten en de nieuwe technologie om te onderzoeken zal kunnen worden gekozen.
In EE2 hoort elke beschaving bij een bepaald gedeelte van de wereld. Elk van de regionale machten kan worden geactiveerd in het spel interface door te klikken op een speciale knop. Alle regionale machten zijn tijdelijk; als de tijd op is om hem te gebruiken, duurt het een lange tijd voordat de regionale macht weer gebruikt kan worden. Elke regionale macht kan alleen worden gebruikt in een speciale groep van tijdperken. Bijvoorbeeld: de regionale macht van Overtim kan alleen worden gebruikt als de speler als beschaving de ver Oosten beschaving heeft gekozen en in tijdperk 11-15 zit.
Zoals veel spellen met hetzelfde genre, heeft EE2 beschavingen gemaakt zodat spelers die naar grootheid en roem kunnen brengen. Elke beschaving heeft een unieke kracht, elk met een voordeel op een bepaald gebied. Elke beschaving heeft ook een unieke eenheid, wat een sterkere versie is van een normaal eenheid type. De Griekse hoplites, bijvoorbeeld, is een effectievere zware infanterie dan de zware infanterie in andere stammen. De westerse beschaving zijn de Amerikanen, Britten, Duitsers, Grieken en de Romeinen. De Midden-Oosterse beschavingen zijn de Babyloniërs, Egyptenaren en de Turken. De verre Oosterse beschavingen zijn China, Japan en Korea. De Meso-Amerikaanse beschavingen zijn de Azteken, Inca's en de Maya's.

## Campaigns
Empire Earth II heeft drie single-player campaigns - Koreaanse, Duitse en Amerikaanse, en een collectie van speciale scenario's ook wel keerpunten genoemd (turning points).

### Leerprogramma
De leerprogramma campaign oftewel Tutorial gaat over de Azteken. Het eerste scenario gaat over de oprichting van de stad van Tenochtitlan. Het eerstvolgende scenario gaat over de Spaanse verovering van Mexico, wat eindigt in de Azteken die Hernan Cortes en zijn Conquistadors wegdrijven. Het derde scenario gaat over een Azteekse alliantie met de Verenigde Staten. Het laatste scenario in deze campaign gaat over een oorlog met de Inca's, wat plaatsvindt vlak voor WO II.

### Korea
De Koreaanse campaign gaat over de eerdere Koreaanse geschiedenis, van 2333 v.Chr. tot 676 na Christus, en is verdeeld in acht scenario's. De eerste twee scenario's gaan over de oprichting van de staat Chosun en de problemen waarmee de staat worstelt. De volgende twee scenario's gaan over de eerste Koreaanse Oorlogen met de Chinezen. De volgende twee scenario's gaan over de Koreaanse burgeroorlog en de staat Silla's beslissing om een bondgenootschap te sluiten met de Chinezen. De volgende twee scenario's gaan over Silla's triomf over de andere Koreaanse staten en de vernieuwde oorlog met China. Het laatste scenario voor deze campaign is de "beslissende" oorlog met China.

### Duitsland
De Duitse Campaign gaat over de jaren tussen 1220-1871 in centraal Europa. De eerste vier scenario's gaan over de moeilijkheden die de Teutonische Orde en het einde van de ridders. De volgende twee scenario's gaan over de steeds sterker wordende Pruisen en de zevenjarige oorlog. Het volgende scenario gaat over de oorlog met Napoleon I uit Frankrijk. Het laatste scenario gaat over de oorlog met Denemarken, Oostenrijk en Frankrijk en de reorganisatie van Duitsland onder leiding van Otto von Bismarck.

### Amerika
De Amerikaanse Campaign is gedeeltelijk waarheid en gedeeltelijk fictie. Het gaat over de jaren 1898-2070. Het eerste scenario gaat over de eerste vijf jaren van de Spaans-Amerikaanse Oorlog in Cuba. Het volgende scenario gaat over het Meuse-Argonne Offensief in de Eerste Wereldoorlog. De volgende twee scenario's gaan over de oorlog in Noord-Afrika en Sicilië tegen de Duitsers en de verzonnen versie van het bekende Ardennenoffensief in de Tweede Wereldoorlog. De volgende twee scenario's gaan over spionagemissies tegen de Sovjet-Unie tijdens de Koude Oorlog. Het volgende scenario gaat over een geprobeerde staatsgreep onder leiding van ontgoochelde generaal genaamd Charles Blackworth tegen de US regering; de speler krijgt de missie om op deze staatsgreep een stop te zetten. Het laatste scenario gaat over het laatste gevecht met Blackworth en zijn volgelingen in het Amazone-regenwoud. Wanneer de speler het laatste scenario in deze campaign wint, zal je een korte film zien over mensheid en aarde. Wanneer die film eindigt, zijn de credits van het spel zichtbaar.

### Keerpunten
Er zijn vier speciale scenario's in Empire Earth II, genaamd keerpunten. Deze scenario's kunnen gespeeld worden aan beide kanten van het gevecht of oorlog wat de loop van de geschiedenis kan veranderen:
- Normandië - dit neemt plaats tijdens de D-Day invasie. De speler kan kiezen om te spelen als Amerikaan en het succes van Operatie Overlord proberen te herhalen, of je kan spelen als de Duitsers en proberen de Geallieerden te stoppen om de Atlantikwall te breken.
- De Drie Koninkrijken - recreëert de chaotische periode na het einde van de Han-dynastie. De speler kan spelen als het koninkrijk Wei en het succes op de koninkrijken Wu en Shu hercreëren, of je kan spelen als Wu en proberen om het koninkrijk Wei te veroveren.

## Recensie
Empire Earth II werd over het algemeen goed ontvangen met scores van 8,9 van de 10 door IGN en een 8,0 door GameSpot kort nadat de game uit was gekomen. Het werd vooral gecomplimenteerd over de goede gameplay en de vele opties die spelers hadden om het spel te modificeren. Slechte punten echter waren bijvoorbeeld de hoge systeemvereisten, bescheiden graphics, een slecht eenheidtellersysteem, een te ingewikkelde missiebouwer, en de grotere complexiteit die veroorzaakt werd door al die nieuwe spelmogelijkheden. Anderen noemden ook de slechte ingame-muziek en de weinige terreintypes als een punt van kritiek.
Er zijn ook verscheidene historische fouten in Empire Earth II, zoals: Inheems Amerikaanse beschavingen hebben al vanaf het begin van het spel toegang tot cavalerie. Ook een aantal tijdperken bevatten incorrecte informatie over eenheden. Als voorbeeld, Samoerai zijn alleen verkrijgbaar van de steentijd tot het donkere tijdperk (900 na Christus), wanneer in feite ze er waren in Japan tot 1800, en zo zijn er nog andere historische fouten in EE2.